# Zoologischer Garten Litauens
Koordinaten: 54° 54′ 10,8″ N, 23° 57′ 1″ O

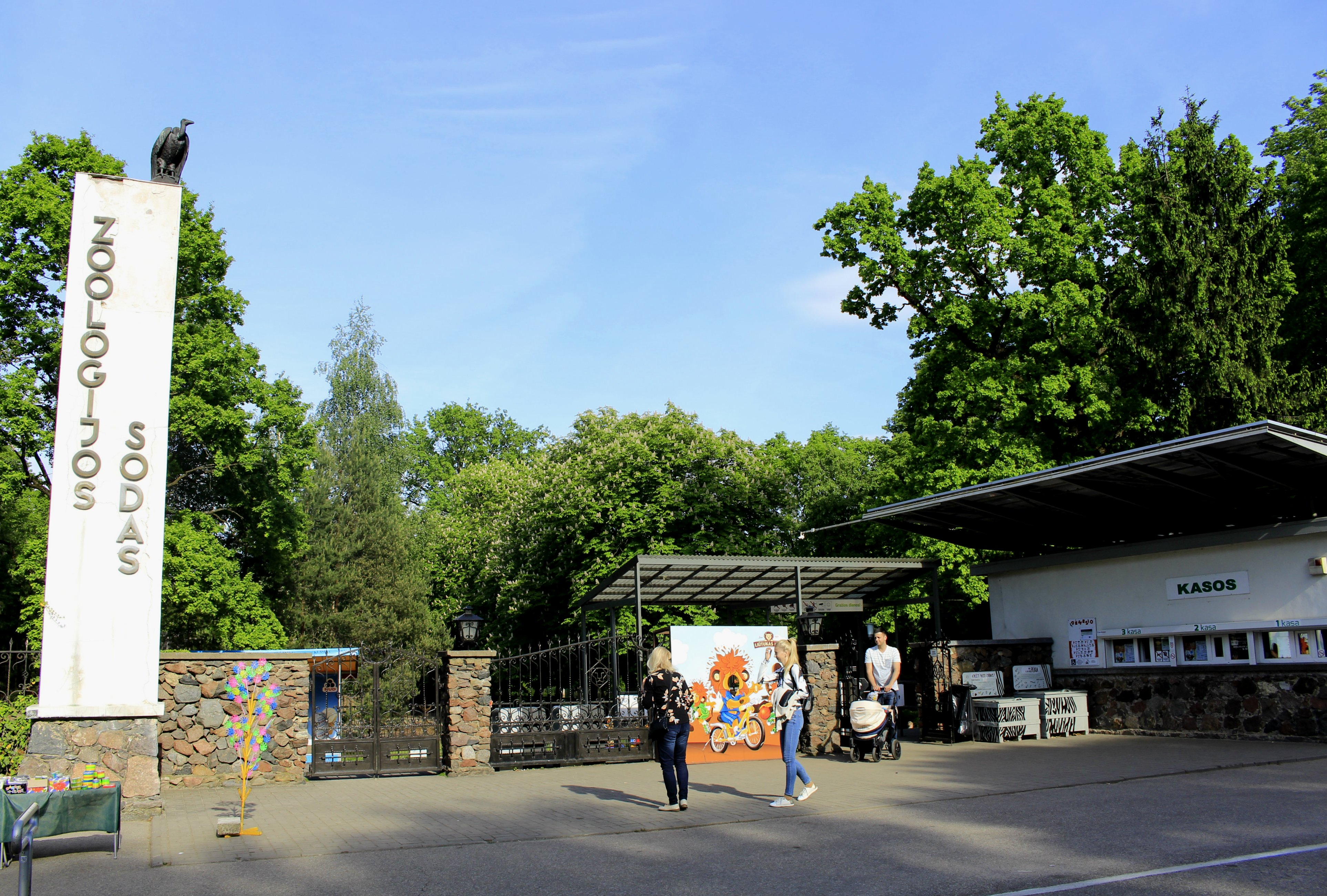
Eingang

Der Zoologische Garten Litauens (Lietuvos zoologijos sodas) ist ein Zoo in Litauen. Er ist eine große, parkartige Anlage zur Haltung und öffentlichen Zurschaustellung verschiedener Tierarten in der zweitgrößten litauischen Stadt Kaunas, im Stadtteil Žaliakalnis.
Das Territorium mit dem Teil des Bachs Girstupis beträgt 16 Hektar. Im Zoo arbeiten 100 Beschäftigte.

## Geschichte
Der Zoo wurde am 1. Juli 1938 von dem Zoologen Tadas Ivanauskas in der damaligen litauischen Hauptstadt errichtet. Von 2021 bis 2023 wurde der Zoo geschlossen. In dieser Zeit gab es eine gründliche Renovierung im Wert von 24 Mio. Euro. Die Arbeiten führte das Unternehmen UAB Statybos ritmas durch. Man richtete ein Exotarium ein und erneuerte viele Gebäude. Im November 2023 wurde der Zoo wieder geöffnet.